# K.S.K. Erembodegem
K.S.K. Erembodegem is een Belgische voetbalclub uit Erembodegem. De club is aangesloten bij de KBVB met stamnummer 4010 en heeft rood en zwart als kleuren. Erembodegem treedt aan in de provinciale reeksen in Oost-Vlaanderen.

## Geschiedenis
De club werd opgericht in 1943 en sloot zich aan bij de Belgische Voetbalbond. Sportklub Erembodegem bleef er in de provinciale reeksen spelen. Ze veranderde eind 2008 van naam, en heet sindsdien Koninklijke Sportkring Erembodegem. De ploeg is gedurende gans haar bestaan actief in de provinciale reeksen.
Momenteel spelen ze in de 3de provinciale van de provincie Oost-Vlaanderen.